# Carta italiana del restauro (1932)
La Carta italiana del restauro fu redatta nel 1932 dal Consiglio superiore per le antichità e belle arti, riprendendo la struttura e i contenuti della carta di Atene redatta l'anno precedente.

## Struttura
Questo documento fu redatto allo scopo di conservare e preservare la grande quantità di opere d'arte architettoniche e non, presenti sul territorio nazionale, che rappresentano, e rappresentavano anche 80 anni fa, un patrimonio ineguagliabile nel mondo.
(tratto dal primo paragrafo del documento)
Questo è il primo passo della carta che sotto l'influenza di Gustavo Giovannoni, cerca di dare forza a questo primo documento attingendo a concetti densi di valori storici ed estetici che gli organi della "cultura ufficiale" del regime fascista sfruttano e sanciscono nel documento.
Riassumendo, la "carta" si prefigge la conservazione attenta e minuziosa degli edifici storici, e detta alcune norme e principi da adottare in essa:
- Si deve dare massima importanza alle cure assidue di manutenzione e riconoscimento delle opere (si riprende l'idea di John Ruskin).
- Devono essere conservati tutti gli elementi aventi un carattere artistico o storico senza che, per adempiere al principio di unità stilistica, vengano esclusi alcuni elementi. Infatti con questa carta vengono banditi tutti i tipi di sventramenti, Giovannoni sosteneva che bisognava agire in maniera meno invasiva.
- Nelle aggiunte che si devono fare necessariamente il criterio da seguire deve essere quello che gli elementi aggiunti devono avere un carattere di nuda semplicità e di rispondenza allo schema costruttivo.
- Queste aggiunte devono essere designate o con materiale differente da quello primitivo o con l'adozione di cornici di sviluppo o con l'applicazione di sigle o epigrafi che verificano e danno informazioni sul lavoro di restauro effettuato.

## Finalità del restauro
Sono quindi quelle di conservare i monumenti come documenti d'arte e storia tradotti in pietra. Per questo si rifiutano proposte di ripristino, limitandosi a ristabilire solo l'unità di linea (cioè le sagome, i volumi, non i dettagli e i particolari stilistici) di un edificio. L'accento è posto anche sull'importanza della manutenzione, che può permettere di rimandare il restauro vero e proprio rinviandolo al più tardi possibile.
Giovannoni non ha fiducia nelle possibilità dell'architettura moderna, è convinto che nel restauro sia preclusa ogni possibilità d'incontro tra antico e nuovo; quando pensa all'aggiunta, quindi, prende in considerazione un intervento neutro, distinto dall'originale per materiale e lavorazione.
Nonostante lo sforzo di Giovannoni il documento rimase allo stato di semplice circolare amministrativa, incapace di agire sulle azioni dello stesso ministero con il potere/dovere sulla tutela del patrimonio.